# پیخی‌حاجی
پیخی‌حاجی روستایی در دهستان قره‌سو شرقی بخش سیجوال شهرستان ترکمن استان گلستان ایران است.

## جمعیت
بر پایه سرشماری عمومی نفوس و مسکن در سال ۱۳۹۵ جمعیت این مکان ۴۸۳ نفر (۱۱۸خانوار) بوده‌است.